# Waltraud Falk

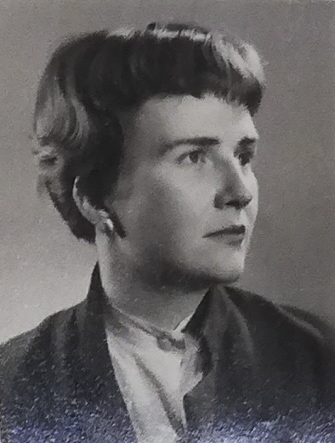
Waltraud Falk, 1955

Waltraud Falk, auch Waltraud Robbe (* 12. Februar 1930 in Berlin als Waltraud Tessen; † 10. April 2015 ebenda), war eine deutsche Wirtschaftshistorikerin, Wirtschaftswissenschaftlerin und Hochschullehrerin. Sie war Prorektorin und Dekanin an der Humboldt-Universität zu Berlin und Vizepräsidentin der Urania.

## Biografie
Waltraud Falk wurde als Tochter des Drehers, SPD-Funktionärs und Gewerkschafters Karl Tessen und seiner Ehefrau Frieda Erna Tessen, geborene Meffert, die bis zum Parteiverbot 1933 auch Mitglied der SPD war, in Berlin-Pankow geboren.
Nach dem Ende des Zweiten Weltkrieges wurde Falk 1945 sofort politisch aktiv. In ihrem Wohnort Hohen Neuendorf beteiligte sie sich am Aufbau des Antifaschistischen Jugendausschusses und später an der Gründung der FDJ. Sie trat 1946 als Schülerin in die FDJ und in die SED ein.
1948 machte sie ihr Abitur an der Gabriele-von-Bülow-Oberschule (Mädchen-Lyzeum) im West-Berliner Bezirk Tegel. Danach nahm sie an der Humboldt-Universität zunächst das Studium der Medizin auf, brach es ab und schrieb sich formell in die Fächer Geschichte und Slawistik ein, um als Geschichtslehrerin an einer Grundschule in Berlin-Prenzlauer Berg arbeiten zu können, als ihr Vater zeitweilig in sowjetischer Haft war und sie sich und ihre Mutter ernähren musste. Sie setzte die Haftentlassung ihres Vaters bei den sowjetischen Behörden durch. Im September 1949 wechselte sie zu den Wirtschaftswissenschaften.
Als Falk 1948 an die Humboldt-Universität kam, war die FDJ dort bis 1949 noch nicht zugelassen. Sie hatte während des Studiums maßgeblichen Anteil an der Gründung und dem Aufbau der FDJ-Organisation der Humboldt-Universität und wurde 1950 Erste Sekretärin der FDJ-Hochschulgruppe. Sie war Vorsitzende der Hochschulgruppe für Deutsch-Sowjetische Freundschaft. Falk gehörte zu den aufrührerischen Studenten, die mit Aktionen wie Störungen der Lehrtätigkeit durch provokante Wandzeitungen gegen die auf Privateigentum und Marktmechanismus bezogene „bürgerliche“ Betriebswirtschaftslehre aufbegehrten, die im Lehrbetrieb der Nachkriegszeit zunächst noch bestimmend war und von Professoren wie Konrad Mellerowicz und Bruno Rogowsky vertreten wurde. Die besonders engagierten SED- und FDJ-Hochschulgruppen waren zu der Zeit keineswegs eine dominante Bewegung unter den Studenten. Die marxistischen Professoren Josef Winternitz und Jürgen Kuczynski unterstützten die studentischen Aktionen und leiteten auch den Umbau der Fakultät im Sinne einer marxistischen Wirtschaftswissenschaft ein.
Falk schloss 1952 das Studium als Diplomwirtschaftlerin (Lehrerin für Politische Ökonomie) ab.
Von 1952 bis 1953 war Falk Mitarbeiterin der Abteilung Propaganda beim ZK der SED.
1953 erhielt sie eine Aspirantur am Institut für Wirtschaftsgeschichte der Humboldt-Universität und promovierte dort 1956 bei Jürgen Kuczynski mit einer Arbeit über das Knappschaftswesen und die von ihm hervorgerufenen feudalen Abhängigkeitsverhältnisse freier Lohnarbeiter im deutschen Bergbau in der zweiten Hälfte des 19. Jahrhunderts, die als Buch beim Verlag Tribüne erschienen ist.
Ab 1956 arbeitete Falk als wissenschaftliche Assistentin am Institut für Wirtschaftsgeschichte der Wirtschaftswissenschaftlichen Fakultät der Humboldt-Universität und nahm bereits die Aufgaben der Institutsdirektorin wahr. 1957 wurde sie mit der Wahrnehmung einer Dozentur beauftragt. Im selben Jahr begründete sie die Wirtschaftsgeschichte der DDR als selbständiges Teilgebiet der Wirtschaftsgeschichte. 1960 wurde sie zur Dozentin berufen und gleichzeitig zur Direktorin des Instituts für Wirtschaftsgeschichte ernannt, aus dem 1968 der ebenso von ihr geleitete Bereich Wirtschaftsgeschichte hervorging. Sie wurde auch Fachrichtungsleiterin. Sie war Leiterin des Arbeitskreises „Wirtschaftsgeschichte des Sozialismus“. 1962 wurde sie habilitiert und zur Professorin mit Lehrauftrag, 1965 zur Professorin mit vollem Lehrauftrag berufen. Zugleich war sie von 1962 bis 1965 Prorektorin für Studienangelegenheiten an der Humboldt-Universität. 1968 wurde sie zur ordentlichen Professorin berufen und übernahm den Lehrstuhl für Wirtschaftsgeschichte ihres Lehrers Kuczynski. In den Jahren 1979 bis zur Emeritierung 1990 war sie gewählte Dekanin der Gesellschaftswissenschaftlichen Fakultät.
Falk war Mitglied des Präsidiums der Historiker-Gesellschaft der DDR und dort Vorsitzende der Fachkommission Betriebsgeschichte. Sie war Redaktionsmitglied der Zeitschrift Beiträge zur Geschichte der Arbeiterbewegung. Sie saß in weiteren wissenschaftlichen Gremien, wie dem Disziplinarausschuss beim Ministerium für Hoch- und Fachschulwesen, dem Nationalkomitee der Wirtschaftshistoriker der DDR bei der Akademie der Wissenschaften und dem Gesellschaftlichen Rat der Humboldt-Universität. Im Übrigen war sie von Juni 1976 (VI. Kongress) bis zum Jahr 1990 Vizepräsidentin der Urania – Gesellschaft zur Verbreitung wissenschaftlicher Kenntnisse. Im Juni 1989 war sie Gründungsmitglied des Verbandes der Freidenker der DDR (VdF), der bis Juni 1990 bestanden hat.
Sie wirkte als Herausgeberin bei der Marx-Engels-Gesamtausgabe (MEGA) mit. Unter ihrer Leitung wurde dort die englischsprachige Erstausgabe des ersten Bandes von Das Kapital ediert.
Falk ist die Autorin von über 300 Veröffentlichungen. Ihre Forschungsergebnisse zur Entwicklung der Volkswirtschaft der DDR, zur Investitionsstrategie und zur Veränderung der materiell-technischen Basis, zur Innovationsgeschichte, zur Genese der sozialistischen Intensivierung und andere wurden hauptsächlich im Jahrbuch für Wirtschaftsgeschichte und in den Beiträgen zur Geschichte der Arbeiterbewegung publiziert. Sie ist die Autorin und Mitautorin einiger historischer Darstellungen und es sind unter ihrer Leitung beziehungsweise Mitarbeit eine Reihe von Publikationen zur vergleichenden Wirtschaftsgeschichte der DDR, über Währung und Finanzen im Reproduktionsprozess, über die Geschichte der ökonomischen Lehre und Forschung in Berlin sowie über die Entwicklung staatlicher Betriebe erschienen. Sie publizierte Beiträge über betriebshistorische Probleme und widmete sich der Qualifizierung der betriebsgeschichtlichen Arbeit.
Sie nahm an mehreren Internationalen Historikerkongressen (u. a. Moskau, Bukarest, Stuttgart) sowie an nahezu allen internationalen Kongressen für Wirtschaftsgeschichte (Leningrad, Kopenhagen, Edinburgh, Budapest, Bern) teil. Sie hielt Vorträge in Japan, Mexiko, Wien, Prag, Sofia, Budapest und Belgrad sowie ab 1982 jährlich in Moskau.
In der SED war Falk seit ihrem Beitritt fast immer Mitglied gewählter Leitungen, unter anderem Mitglied der SED-Kreisleitung der Humboldt-Universität. Außerdem war sie oft Propagandistin im Parteilehrjahr. In Hohen Neuendorf war sie jahrelang Vorsitzende des Ortsausschusses der Nationalen Front. Ab 1990 war sie Mitglied der PDS.
Waltraud Falk war Mutter von drei Kindern. Sie starb im Alter von 85 Jahren.

## Familie
Waltraud Falk war verheiratet, zuerst mit dem Historiker Martin Robbe (1932–2013) und später mit Gerhard Falk (1928–2008), dem 1928 in Berlin geborenen Sohn eines US-Amerikaners, der als promovierter Historiker in leitenden Funktionen der SED-Parteiorganisationen der Humboldt-Universität Berlin und der Akademie der Wissenschaften der DDR tätig war. Gerhard Falk war ein Studienfreund Michail Gorbatschows.
Mit Martin Robbe hatte Waltraud Falk eine Tochter – die Wissenschaftlerin (unter anderem in den Fachbereichen Mathematik und Molekularbiologie) Petra Heinich (* 1953; † 2024). Mit Gerhard Falk hatte sie zwei Kinder.

## Auszeichnungen in der DDR
- 1960 Artur-Becker-Medaille in Gold
- 1965 Verdienstmedaille der DDR
- 1965 Verdienstmedaille der NVA in Bronze und 1984 in Gold
- 1974 Vaterländischer Verdienstorden in Bronze und 1984 in Silber
- 1979 goldene Ehrennadel der Urania
- 1981 Ehrentitel Verdienter Hochschullehrer der Deutschen Demokratischen Republik
- 1981 Eintragung in das Ehrenbuch der Hauptstadt der DDR
- 1987 Ernst-Haeckel-Medaille der Urania

## Veröffentlichungen
- Die Übergangsperiode vom Kapitalismus zum Sozialismus : T. 3. Sozialistische Industrialisierung. Humboldt-Universität, Berlin 1954 (Lehrbrief für das Fernstudium). Digitalisat
- Die Knappschaftsfessel von Mansfeld. Ein Beitrag zur Geschichte der Lage und des Kampfes der deutschen Arbeiterklasse in der Zeit von 1850 bis 1900. Verlag Tribüne, Berlin 1958.
- Der Charakter der gesellschaftlichen Arbeit im Kapitalismus, Sozialismus und Kommunismus : Problematik, Bestimmung, Merkmale, Durchsetzung und Veränderung. Habilitation, Berlin 1962.
- Der Gegenstand der Wirtschaftsgeschichte. In: Jahrbuch für Wirtschaftsgeschichte, 1962.
- Kleine Geschichte einer großen Bewegung. Zur Geschichte der Aktivisten- und Wettbewerbsbewegung in der Industrie der DDR.  Dietz Verlag, Berlin 1966.
- Wirtschaft, Wissenschaft, Welthöchststand. Vom Werden und Wachsen der sozialistischen Wirtschaftsmacht DDR. Verlag Die Wirtschaft, Berlin 1969.
- DDR – Werden und Wachsen. Zur Geschichte der Deutschen Demokratischen Republik. Akademie der Wissenschaften der DDR, Zentralinst. für Geschichte. Autoren: Rolf Badstübner; Horst Bednareck; Waltraud Falk; Heinz Heitzer (Leitung); Siegfried Thomas; Karl Reißig, Dietz Verlag, Berlin 1974.
- Mitautorin des Autorenkollektivs unter der Leitung von Ernst Diehl: Klassenkampf, Tradition, Sozialismus. Von den Anfängen der Geschichte des deutschen Volkes bis zur Gestaltung der entwickelten sozialistischen Gesellschaft in der DDR. Grundriß der deutschen Geschichte.  Deutscher Verl. d. Wiss, Berlin 1974.
- Waltraud Falk (Hrsg.) & Dieter Klein (Hrsg.): Lebensweise im Kapitalismus – Ideologie und Wirklichkeit. Humboldt-Universität zu Berlin. Gesellschaftswissenschaftliche Fakultät, 1981.
- Herausgeberin und Mitautorin: Nie wieder Faschismus und Krieg! Die Mahnung der faschistischen Bücherverbrennung am 10. Mai 1933. Humboldt-Universität zu Berlin, Gesellschaftswissenschaftliche Fakultät, 1983.
- (Rezension) Waltraud Falk & Herwart Pittack: Karl Marx/Friedrich Engels: Gesamtausgabe (MEGA). Vierte Abteilung. Exzerpte, Notizen, Marginalien. Band 6 – Karl Marx: Exzerpte und Notizen. September 1846 bis Dezember 1847, Berlin 1983. In: Marx-Engels-Jahrbuch 8. Dietz Verlag, Berlin 1985. S. 362–370. Digitalisat
- Waltraud Falk & Frank Zschaler: Zur ersten englischen Auflage des ersten Bandes des „Kapitals“ von Karl  Marx. In: Beiträge zur Marx-Engels-Forschung 23, Berlin 1987, S. 78–81. Digitalisat
- Waltraud Falk & Frank Zschaler: Zur Geschichte der englischen Erstausgabe des ersten Bandes des „Kapitals“. In: Marx-Engels-Jahrbuch 12, Dietz Verlag, Berlin 1988, S. 203–228. Digitalisat
- Karl Marx. Capital a critical analysis of capitalist production. London 1887.[19] Dietz Verlag, Berlin 1990. (=Karl Marx. Friedrich Engels Gesamtausgabe (MEGA). Abteilung II, Band 9), ISBN 3-320-00067-5.
- Laudatio zum 85. Geburtstag von Prof. Dr. Walter Bartel. In: Wissenschaftliche Zeitschrift der Humboldt-Universität zu Berlin / Reihe Gesellschaftswissenschaften .39 (1990), Heft 6, S. 522–525. ISSN 0863-0623
- Waltraud Falk (Hrsg.) & Václav Průcha (Hrsg.): Sectoral changes in industry after World War II. Institute of History of the CSAS, Prag 1991.
- Die Bergmann-Electricitäts-Werke AG Berlin und der VEB Bergmann-Borsig, Berlin-Wilhelmsruh-ein Beitrag zur Unternehmensgeschichte in Berlin nach 1945. In: Fischer, Wolfram & Bähr, Johannes: Wirtschaft im geteilten Berlin 1945–1990. Forschungsansätze und Zeitzeugen. Einzelveröffentlichungen der Historischen Kommission zu Berlin. Band 76,  Verlag: K. G. Saur, München / New Providence / London / Paris, 1994.

Beiträge in: Zeitschrift für Geschichtswissenschaft (ZfG) (Auswahl)
- Die Wirtschaftsgemeinschaft zwischen der DDR und der Sowjetunion, 17 (1969), S. 988 ff. ISSN 0044-2828
- Über den erzieherischen Wert in der Ausbildung der Wirtschaftsgeschichte, 25 (1977), S. 1080 ff.
- Die Schaffung der ökonomischen Grundlagen des Sozialismus der DDR, 27 (1979), S. 915 ff.
- Zum Erbe bürgerlicher Wirtschaftswissenschaften (mit Bernd-Joachim Schilfert/Dietrich Zboralski), 29 (1981), S. 406 ff.